# 韋爾捷恰
51°35′30″N 30°50′19″E / 51.59167°N 30.83861°E
韋爾捷恰（烏克蘭語：Вертеча），是烏克蘭北部的村莊，隸屬切爾尼希夫州的切爾尼希夫區。該村始建於1854年，面積0.1平方公里，海拔高度154米，2001年人口107，人口密度每平方公里1,070人。